# Curación de un niño poseído por un demonio

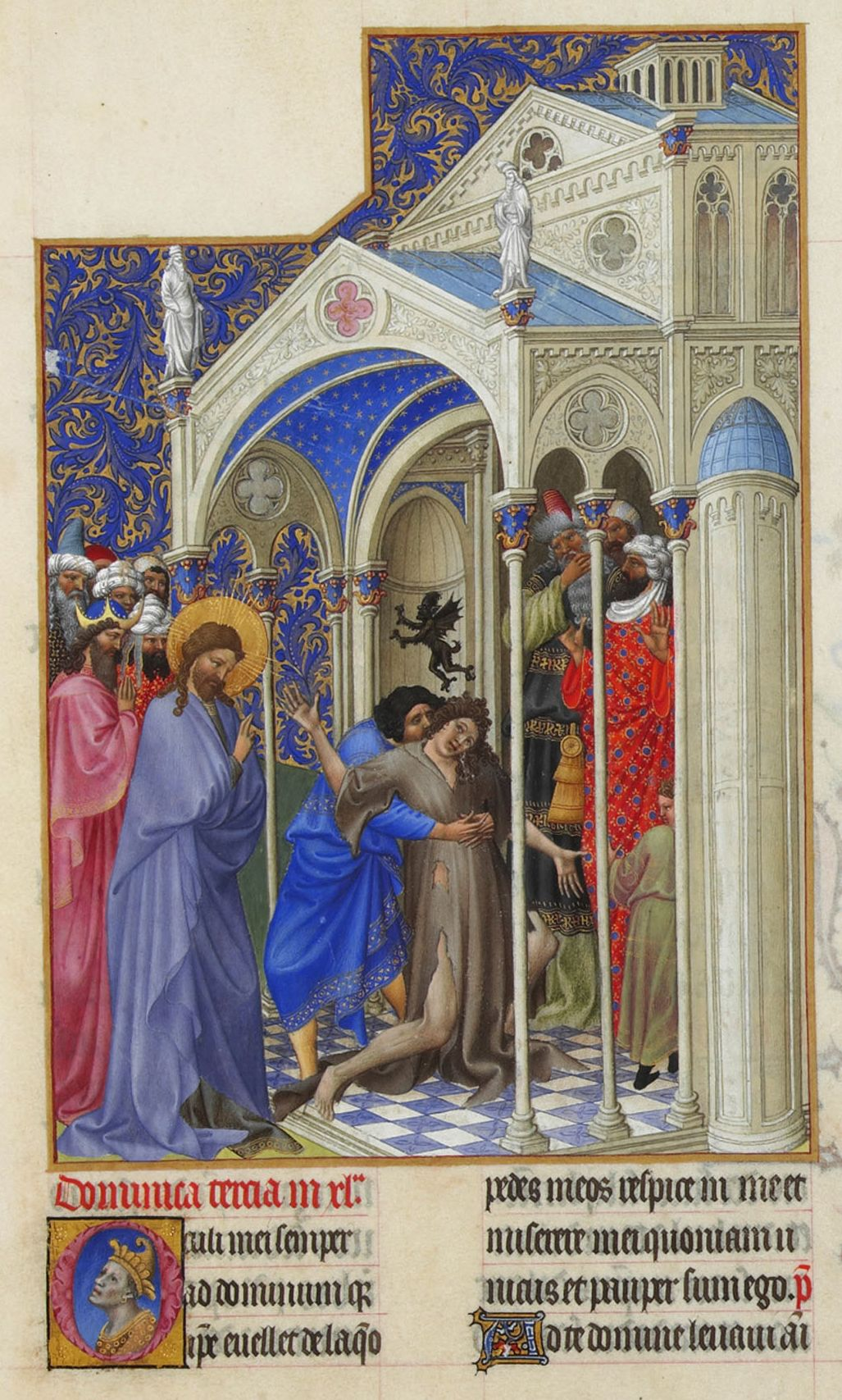
Exorcizando a un niño poseído por un demonio de Las muy ricas horas del Duque de Berry,.

La curación de un niño poseído por un demonio, o de un niño con un espíritu mudo, es uno de los  milagros atribuidos a Jesús relatados en los evangelios sinópticos, consistente en la curación de un niño poseído por un demonio a través del exorcismo. El relato aparece primero en el Evangelio de Marcos y se repite, ligeramente modificado, en el Evangelio de Mateo y de  Lucas. En los relatos evangélicos, esta curación tiene lugar después de la  Transfiguración.

## Textos bíblicos
- Según  san Mateo(17; 14-21)

Al llegar donde la multitud, se acercó a él un hombre, se puso de rodillas y le suplicó: —Señor, ten compasión de mi hijo, porque está lunático y sufre mucho; muchas veces se cae al fuego y otras al agua. Lo he traído a tus discípulos y no lo han podido curar. Jesús contestó: —¡Oh generación incrédula y perversa! ¿Hasta cuándo tendré que estar con vosotros? ¿Hasta cuándo tendré que soportaros? Traédmelo aquí. Le increpó Jesús y salió de él el demonio, y quedó curado el muchacho desde aquel momento. Luego los discípulos se acercaron a solas a Jesús y le dijeron: —¿Por qué nosotros no hemos podido expulsarlo? —Por vuestra poca fe —les dijo—. Porque os aseguro que si tuvierais fe como un grano de mostaza, podríais decir a este monte: «Trasládate de aquí allá», y se trasladaría, y nada os sería imposible. 

- Según  san Marcos(9; 14-29)

Al llegar junto a los discípulos vieron una gran muchedumbre que les rodeaba, y unos escribas que discutían con ellos. Nada más verle, todo el pueblo se quedó sorprendido, y acudían corriendo a saludarle. Y él les preguntó: —¿Qué estabais discutiendo entre vosotros? A lo que respondió uno de la muchedumbre: —Maestro, te he traído a mi hijo, que tiene un espíritu mudo; y en cualquier sitio que se apodera de él, lo tira al suelo, le hace echar espumarajos y rechinar los dientes y lo deja rígido. Pedí a tus discípulos que lo expulsaran, pero no han podido. Él les contestó: —¡Oh generación incrédula! ¿Hasta cuándo tendré que estar entre vosotros? ¿Hasta cuándo tendré que soportaros? Traédmelo. Y se lo trajeron. En cuanto el espíritu vio a Jesús, hizo retorcerse al niño, que cayendo a tierra se revolcaba echando espumarajos. Entonces preguntó al padre: —¿Cuánto tiempo hace que le sucede esto? Le contestó: —Desde muy pequeño; y muchas veces lo ha arrojado al fuego y al agua, para acabar con él. Pero si algo puedes, compadécete de nosotros y ayúdanos. Y Jesús le dijo: —¡Si puedes…! ¡Todo es posible para el que cree! Enseguida el padre del niño exclamó: —¡Creo, Señor; ayuda mi incredulidad!. Al ver Jesús que aumentaba la muchedumbre, increpó al espíritu impuro diciéndole: —¡Espíritu mudo y sordo: yo te lo mando, sal de él y ya no vuelvas a entrar en él! Y gritando y agitándole violentamente salió. Y quedó como muerto, de manera que muchos decían: —Ha muerto. Pero Jesús, tomándolo de la mano, lo levantó y se mantuvo en pie. Cuando entró en casa le preguntaron sus discípulos a solas: —¿Por qué nosotros no hemos podido expulsarlo? —Esta raza —les dijo— no puede ser expulsada por ningún medio, sino con la oración.

- Según  san Lucas:

Sucedió al día siguiente que, al bajar ellos del monte, le salió al encuentro una gran muchedumbre. Y en medio de ella un hombre clamó diciendo: —Maestro, te ruego que veas a mi hijo, porque es el único que tengo: un espíritu se apodera de él, y enseguida grita, le hace retorcerse entre espumarajos y a duras penas se aparta de él, dejándolo maltrecho. Y les he rogado a tus discípulos que lo expulsen, pero no han podido. Jesús contestó: —¡Oh generación incrédula y perversa! ¿Hasta cuándo tendré que estar entre vosotros y soportaros? Trae aquí a tu hijo. Y al acercarse, el demonio lo revolcó por el suelo y le hizo retorcerse. Entonces Jesús increpó al espíritu impuro y curó al niño, devolviéndolo a su padre. Todos quedaron asombrados de la grandeza de Dios..

## Interpretación de la Iglesia católica
La curación del niño pone de manifiesto, por una parte, la omnipotencia de  Jesucristo y de otra, el poder de la oración cuandose hace con verdadera fe. Jesús dice a los apóstoles que si tuvieran fe realizarían grandes prodigios, trasladarían montañas. Con esta frase de «trasladar montañas» probablemente hablaba de una forma proverbial empreada en aquél entonces.
Según algunos Padres de la iglesia como  san Jerónimo y  san Agustín señalan que se cumple la cita de «trasladar montañas»siempre que alguien por virtud divina llega donde las fuerzas humanas no alcanzan. Esto sucede en la santificación de cada persona que realiza el Espíritu Santo en el alma. Realmente los apóstoles y muchos santos realizaron grandes milagros de orden físico a lo largo de las historia, pero los milagros más grandes y más importantes son y serán los de las almas que, habiendo estado sumidas en la muerte del pacado renacen a la vida nueva de los hijos de Dios.

Alenseñar el Señor a los apóstoles cómo debe ser expulsado este demonio tan maligno, nos enseña a todos cómo hemos de vivir, y que la oración es el medio de que hemos de valernos para superar hasta las mayores tentaciones de los espíritus inmundos o de los hombres. Laoración no consiste solo en las palabras con que invocamos la clemencia divina, sino también en todo lo que hacemos en obsequio de nuestro creador movidos por la fe. De ello es testigo el apóstol cuando dice:' Orad sin cesar .